# Ianthe
Ianthe is een voornaam voor een vrouw. De naam komt uit het Oudgrieks en betekent viooltje. Het is waarschijnlijk een samentrekking van ἴον, ion, "viooltje", en ἄνθος, anthos, "bloem". 
De naam is ook bekend uit de Griekse mythologie. Onder andere een zeenimf, dochter van Okeanos en Tethys, draagt de naam Ianthe.